# Pheidole tarda
Pheidole tarda is een mierensoort uit de onderfamilie van de Myrmicinae. De wetenschappelijke naam van de soort is voor het eerst geldig gepubliceerd in 1947 door Donisthorpe.